# トガクシソウ
トガクシソウ（戸隠草、学名：Ranzania japonica ）は、メギ科トガクシソウ属の多年草。別名、トガクシショウマ（戸隠升麻）。日本特産の1属1種。

## 特徴
地下に節の多い地下茎が横にはい、多くのひげ根がある。地下茎の先端から茎を伸ばして直立し、高さは30-50cmになる。茎の基部には鱗片があり、根出葉はない。茎の先に2対の茎葉が対生し、茎葉は長い葉柄をもった3出複葉になる。小葉は円形、円心形または卵円形で、長さと幅はともに8-12cmになり、縁は欠刻状に浅-中裂し、掌状になる葉脈がある。小葉の先端はとがり、基部は心状に湾入し、小葉柄も長い。葉や茎には毛がない。
花期は5月下旬-6月上旬。2個の茎葉の間から散形状の花序を出し、淡紫色の径約2.5cmになる花が3-5個つく。花柄は長さ4-8cmになり、やや下向きに咲く。萼片は9個あり、うち3個は外側にあり、小型で花時には落ち、内側の6個は花弁状になり、卵状披針形で、先端は鋭形になり、縁はやや波状になる。内萼片の内側に内萼片よりはるかに小さい花弁があり、6個が集まり鐘状になる。雄蕊は6個あり、昆虫などに触れると内側に曲がる。雌蕊には子房が1個ある。花後には花柄が伸び、10cmを超える。果実は液果で長さ18mmの楕円形で、白色になる。

## 分布と生育環境
日本固有種。本州の中部、北部に分布し、多雪地帯の、落葉広葉樹林の林床にまれに生育する。

## 和名、学名の由来
長野県の戸隠山で最初に採集されたので、トガクシソウ（戸隠草）の名がある。また、日本人によって初めて学名がつけられた植物である。属名 Ranzania は、「日本のリンネ」とも称される江戸時代の本草学者である小野蘭山に献名されたものだが、本来はこの植物と彼は何らの関連はない。

## 学名と「破門草事件」
伊藤篤太郎（1865-1941）は、本草学者で、東京大学教授の伊藤圭介（1803-1901）の孫であり、当時、東京大学植物学教室に出入りを許された在野の植物学者であった。伊藤篤太郎は、自分の叔父の伊藤謙（1851-1879）が1875年（明治8年）に戸隠山で採集し、小石川植物園に植栽した本種の標本を、1883年（明治16年）にロシアの植物学者マキシモヴィッチに送り、マキシモヴィッチは1886年にロシアの学術誌「サンクト・ペテルブルク帝国科学院生物学会雑誌」にPodophyllum japonicum T.Itô ex Maxim. として、メギ科ミヤオソウ属の一種として発表した。
東京大学植物学教室の矢田部良吉（1851-1899）教授も1884年（明治17年）に戸隠山で本種を採集し、小石川植物園に植栽した。2年後の1886年（明治19年）に開花し、1887年（明治20年）にマキシモヴィッチに標本を送り、鑑定を仰いだところ、翌1888年（明治21年）3月、マキシモヴィッチは「本種はメギ科の新属であると考えられ、Yatabea japonica Maxim. の学名をつけたいが、正式な発表前に花の標本を送ってほしい」と回答した。伊藤篤太郎はこの矢田部教授の動きを聞き、既に自分が発表したPodophyllum japonicum がミヤオソウ属の一種ではなく新属であることを知り、また、新属名が Yatabea と矢田部教授に献名される予定であることを知った。伊藤篤太郎は、叔父の伊藤謙が採集し、自分が最初に学名をつけた植物の学名が矢田部教授に献名されることにあせり、1888年（明治21年）10月に、イギリスの植物学雑誌 Journal of Botany, British and Foreign 誌に、新属 Ranzania T.Itô を提唱し、Podophyllum japonicum T.Itô ex Maxim. (1887) をこの属に移し、新組み合わせ名 Ranzania japonica (T.Itô ex Maxim.) T.Itô (1888) として発表した。マキシモヴィッチによる Yatabea japonica Maxim.は、伊藤による発表の後であるため、この学名は無効となり公にならなかった。矢田部教授はこのことを知って怒り、伊藤篤太郎を植物学教室の出入り禁止処分にした。トガクシソウは俗に「破門草」という隠れた名前がある。
ともあれこの件により、伊藤篤太郎とトガクシソウは「日本で初めて学名をつけた人物」「日本人により学名を付けられた最初の植物」とされている。

## 保全状況評価
準絶滅危惧（NT）（環境省レッドリスト）
2007年8月レッドリストから。2000年の環境省レッドデータブックでは絶滅危惧II類(VU)。

## ギャラリー
- 花弁にみえるのは内萼片で、花弁は内側にある小さいもの。
- 葉
- 白い果実

## トガクシソウ属
トガクシソウ属（トガクシソウぞく、学名：Ranzania T.Itô、和名漢字表記：戸隠草属）はキンポウゲ目メギ科の属の一つ。花弁の基部に2個の蜜腺があり、葉は複葉で、果実は液果となる。日本特産の固有属で、本属にはトガクシソウ1種のみが知られている。